# Careers
Pour l’article homonyme, voir Careers (film).
Careers est un jeu de société fabriqué pour la première fois par Parker Brothers en 1955 au prix de 2,97 $ US  , et a été produit plus récemment par Winning Moves Games. Il a été conçu par le sociologue James Cooke Brown. Les conditions de victoire consistent en une quantité minimale de renommée, de bonheur et d'argent (appelé  fortune et compté en milliers de dollars), que le joueur doit gagner. Les joueurs (de deux à six) définissent leurs propres conditions de victoire avant le début de la partie, dont le total doit être de soixante, ou de cent, recommandé lorsqu'ils ne sont que deux à jouer.
Ainsi, dans un jeu multijoueur, vous pouvez vous fixer comme objectif 20 cœurs de bonheur, 20 étoiles de gloire et 20 000 dollars de fortune, ou décider par exemple que vous voulez 45 cœurs, 15 000 dollars et que vous n'êtes pas intéressé par la gloire.

## Réception
Le magazine Games a inclus Careers dans son "Top 100 des jeux de 1980", le qualifiant  comme un "jeu familial classique" qui est "bon pour deux à six joueurs" .